# ماجد الحنتوشي
ماجد الحنتوشي، لاعب كرة قدم سعودي يلعب في نادي الروضة.

## مسيرة اللاعب
لعب في نادي الشباب ونادي المجزل ونادي الدرعية ونادي الرياض ونادي الروضة.